# Central European Hockey League
De Central European Hockey League is de hoogste ijshockeycompetitie in België en Nederland. In het seizoen 2015/16 startten de Koninklijke Belgische IJshockey Federatie (KBIJF) en de Nederlandse IJshockey Bond (NIJB) – inmiddels IJshockey Nederland (IJNL) geheten – gezamenlijk deze competitie, destijds BeNe-League geheten. Deze verving daarmee de Belgische Elite League en de Nederlandse Eredivisie als hoogste divisie. In deze competitie wordt behalve om de competitietitel ook gestreden om de landstitels in beide landen. Sinds 2023/24 spelen er ook Duitse teams mee. Omdat de naam de lading niet meer volledig dekte heeft de competitie in de daaropvolgende jaargang de huidige naam gekregen.

## Opzet
2015/16
De zes Belgische en tien Nederlandse deelnemers werden ingedeeld in twee groepen, evenredig met drie Belgische en vijf Nederlandse teams per groep. De top vier clubs van beide groepen speelden in de play-offs verder om de titel.
2016/17
De vier Belgische en tien Nederlandse deelnemers werden ingedeeld in twee groepen, evenredig met twee Belgische en vijf Nederlandse teams per groep. De top vier clubs van beide groepen speelden in de play-offs verder om de titel. Enige nieuwkomer was GIJS Groningen. Dordrecht Lions, Olympia Heist op den Berg en Turnhout Tigers ontbraken ten opzichte van het vorige seizoen.
2017/18
De vier Belgische en negen Nederlandse deelnemers speelden onderling een volledige competitie met aansluitend de play-offs middels het knock-outsysteem. Alle clubs van het vorige seizoen namen deel met uitzondering van GIJS Groningen.
2018/19
De vijf Belgische en zeven Nederlandse deelnemers speelden onderling een volledige competitie met aansluitend de play-offs middels het knock-outsysteem. Nieuwkomer was Mechelen Golden Sharks. Eindhoven Kemphanen en Red Eagles 's-Hertogenbosch ontbraken dit seizoen.
2019/20
De vijf Belgische en zes Nederlandse deelnemers speelden onderling een volledige competitie. Amstel Tijgers ontbrak dit seizoen. De competitie werd per 12 maart 2020 direct stilgelegd vanwege de nasleep van de uitbraak van het coronavirus. Hierdoor kent dit seizoen geen kampioen. In de knock-outfase was de kwartfinale gespeeld en de halve finaleduels stonden voor het weekend van 13 tot en met 15 maart gepland.

## Teams
De volgende teams nemen deel aan seizoen 2024/2025:
| Land      | Team            | Stad            |
| --------- | --------------- | --------------- |
| Duitsland | EG Diez-Limburg | Diez            |
| Duitsland | EHC Die Bären   | Neuwied         |
| België    | HYC Herentals   | Herentals       |
| België    | Chiefs          | Leuven          |
| België    | Bulldogs        | Luik            |
| België    | Golden Sharks   | Mechelen (stad) |
| Nederland | Eaters          | Geleen          |
| Nederland | Hijs Hokij      | Den Haag        |
| Nederland | Flyers          | Heerenveen      |

## Kampioenen
| Seizoen | Kampioen CEHL             | Landskampioen België      | Landskampioen Nederland |
| ------- | ------------------------- | ------------------------- | ----------------------- |
| 2015/16 | REPLAY HYC Herentals      | REPLAY HYC Herentals      | UNIS Flyers Heerenveen  |
| 2016/17 | UNIS Flyers Heerenveen    | REPLAY HYC Herentals      | UNIS Flyers Heerenveen  |
| 2017/18 | Hijs Hokij Den Haag       | REPLAY HYC Herentals      | Hijs Hokij Den Haag     |
| 2018/19 | Era Renomar HYC Herentals | Era Renomar HYC Herentals | AHOUD Devils Nijmegen   |
| 2019/20 | geen kampioen             | Era Renomar HYC Herentals | UNIS Flyers Heerenveen  |
| 2020/21 | geen kampioen             | geen kampioen             | geen kampioen           |
| 2021/22 | UNIS Flyers Heerenveen    | Bulldogs Luik             | Hijs Hokij Den Haag     |
| 2022/23 | Bulldogs Luik             | Bulldogs Luik             | Hijs Hokij Den Haag     |
| 2023/24 | Bulldogs Luik             | Bulldogs Luik             | UNIS Flyers Heerenveen  |

Voor een volledig overzicht, zie Belgische kampioenen ijshockey en Nederlandse kampioenen ijshockey.
| Club          | Stad       | Titels | Seizoenen        |
| ------------- | ---------- | ------ | ---------------- |
| HYC Herentals | Herentals  | 2      | 2015/16, 2018/19 |
| Flyers        | Heerenveen | 2      | 2016/17, 2021/22 |
| Bulldogs      | Luik       | 2      | 2022/23, 2023/24 |
| Hijs Hokij    | Den Haag   | 1      | 2017/18          |

## Deelnames
W = winnaar, F = finalist, HF = halvefinalist, KF = kwartfinalist, overige = klassering competitie.
| Club                      | 15/16 | 16/17 | 17/18 | 18/19 | 19/20* |
| ------------------------- | ----- | ----- | ----- | ----- | ------ |
| Bulldogs Luik             | KF    | HF    | HF    | HF    | KF     |
| HYC Herentals             | W     | HF    | KF    | W     | HF     |
| IHC Leuven                | 5B    | 5B    | KF    | KF    | KF     |
| Phantoms Deurne           | 7A    | 6A    | 10    | 11    | 10     |
| Sharks Mechelen           |       |       |       | 10    | KF     |
| Eaters Geleen             | HF    | KF    | KF    | HF    | KF     |
| Flyers Heerenveen         | F     | W     | F     | F     | HF     |
| Hijs Hokij Den Haag       | HF    | F     | W     | KF    | HF     |
| Nijmegen Devils           | KF    | 7A    | HF    | KF    | HF     |
| Tilburg Trappers TT       | KF    | 5A    | 12    | 12    | 11     |
| Zoetermeer Panters        | 5A    | KF    | 11    | KF    | 9      |
|                           |       |       |       |       |        |
| Olympia Heist op den Berg | 7B    |       |       |       |        |
| Turnhout Tigers           | 6A    |       |       |       |        |
| Dordrecht Lions           | 8A    |       |       |       |        |
| GIJS Groningen            |       | 6B    |       |       |        |
| Eindhoven Kemphanen       | 6B    | KF    | 9     |       |        |
| Red Eagles Den Bosch      | 8B    | 7B    | 13    |       |        |
| Amstel Tijgers            | KF    | KF    | KF    | 9     |        |

* Seizoen 2019/20 voortijdig afgebroken
Hijs Hokij Den Haag · Eaters Geleen · HYC Herentals · UNIS Flyers Heerenveen · IHC Leuven · Bulldogs Luik · Golden Sharks Mechelen · Zoetermeer Panters

Seizoenen:  2015/16 · 2016/17 · 2017/18 · 2018/19 · 2019/20 · 2022/23
American football · Atletiek (indoor · outdoor · 10 km · 1/2 marathon · marathon · veldlopen · meerkamp) · Autosport (rally) · Badminton · Basketbal (heren · dames) · Baseball · Beachvolleybal · Biljart (driebanden) · Dammen · Futsal · Gymnastiek (acro · trampoline) · Handbal (heren · dames) · Hockey (heren · dames) · IJshockey · Korfbal (zaal · veld) · Krachtbal · Kunstschaatsen · Motorcross (trial · zijspan) · Schaatsen · Schaken · Snooker · Squah · Strandvoetbal · Triatlon (sprint · middenafstand · olympische afstand · mixed relay · ploegen · cross) · Voetbal (heren · dames) · Waterskiën (racing) · Volleybal (heren · dames) · Wielrennen (tijdrijden · weg · piste · gravel · veld · mountainbike · BMX) · Zaalhockey (heren · dames) · Zaalvoetbal